# Museo de la Filatelia de Oaxaca
El Museo de la Flilatelia de Oaxaca (MUFI) es un recinto museográfico de la ciudad de Oaxaca, Oaxaca, dedicado a la difusión de la filatelia y el coleccionismo. Fue fundado el 9 de julio de 1998 en el Centro Histórico de la ciudad de Oaxaca a iniciativa de la Fundación Alfredo Harp Helú Oaxaca, quién donó su primer acervo a partir de la colección filatélica de Alfredo Harp Helú. Cuenta con la biblioteca José Lorenzo Cossío y Cosío, especializada en filatelia.

## Historia
La idea del museo nació en 1996 a partir de una exposición sobre filatelia de la colección de Alfredo Harp Helú en el Instituto de Artes Gráficas de Oaxaca. En 1998 la fundación Harp Helú acondicionó una casa que fue la sede del Periódico Oficial del Estado, cerca del ex convento de Santo Domingo para alojar el museo. El edificio fue acondicionado en 1998 y en 2001, esta última vez con arquitectura a cargo de Daniel López Salgado y museografía de Martha Ellion y Alejandra Mora Velasco. 

## Acervo
El acervo del museo comprende unas 200 000 piezas, entre las que destacan un Penny Black, primer timbre postal del mundo y el primer timbre emitido en México, así como una colección completa de los producidos en el país desde 1856.

## Espacios de exhibición
El MUFI cuenta con los siguientes espacios:
- sala grande de exposiciones temporales
- sala pequeña de exposiciones temporales
- sala de usos múltiples
- sala de arte postal
- club filatélico